# 합천 해인사 삼층석탑
합천 해인사 삼층석탑(陜川 海印寺 三層石塔)은 경상남도 합천군 가야면, 해인사에 있는 삼층석탑이다. 
1985년 11월 14일 경상남도의 유형문화재 제254호 해인사 삼층석탑으로 지정되었다가, 2018년 12월 20일 현재의 명칭으로 변경되었다.

## 개요
해인사의 대적광전 아래 서 있는 석탑으로, 넓은 뜰 한가운데에 자리잡고 있어 일명 ‘정중탑(庭中塔)’이라고도 불린다.
탑은 3층 기단(基壇) 위에 3층의 탑신(塔身)을 올리고 머리장식을 갖춘 모습이다. 원래 기단은 2층이었으나 1926년 수리시에 기단을 넓히고 한 층을 더 얹음으로써 통일신라 탑의 전형인 2층 기단의 모습을 깨뜨렸다. 위층 기단의 모서리와 가운데, 탑신부의 각 층 몸돌 모서리에는 기둥 모양을 새겨 놓았다. 지붕돌은 밑면에 5단씩의 받침을 두었고, 네 귀퉁이가 약간 위로 들려 있다. 또한 각 지붕돌에는 네 귀퉁이마다 바람에 흔들리는 작은 종이 매달려 있는데 이것은 후대에 와서 설치한 것이다. 꼭대기에는 노반(露盤:머리장식받침), 보륜(寶輪:수레바퀴모양 장식), 보주(寶珠:구슬모양 장식) 등이 차례로 올려져 머리장식을 하고 있다.
1926년 6월 탑의 수리할 때 위층 기단에서 아홉 개의 작은 불상이 발견되었는데 이 불상들은 수리후 다시 석탑 안에 넣어두었다. 탑은 원래 2층 기단이었다는 점과 5단의 지붕돌받침 등 통일신라 석탑의 기본형식을 충실히 따르고 있으나, 기단의 가운데기둥 조각을 하나만 두는 등 각 조각수법으로 보아 통일신라 후기의 것으로 추측된다.

## 현지 안내문
이 탑은 2중 기단과 3층의 탑신 및 지붕돌로 이루어진 통일신라 후기의 전형적인 석탑 양식이다. 원래 이 탑의 받침은 신라 석탑 양식인 2중이었으나, 1926년에 탑을 수리하면서 받침을 확장하고 한층을 더 올려, 본래 지니고 있던 조화미를 상당 부분 상실하고 말았다.
4면의 각 모서리에 기둥을 새긴 것 외에는 별다른 조각이 없다. 지붕돌받침은 신라 석탑의 전형인 5층으로 되어 있고, 지붕돌 추녀 끝은 살짝 들어올려져 완만하게 처리되었다. 지붕돌의 각 모서리에는 작은 종이 달려 있는데, 본래의 것은 없어지고 나중에 다시 매단 것이다. 탑의 곡대기 역시 일부가 소실되어 꼭데기를 떠받치는 받침대와 위로 핀 연꽃, 바퀴만 남아 있다. 1926년 6월에 이 탑을 수리하는 과정에서 상층 받침의 돌 함 속에서 9개의 작은 불상이 발견되었는데, 석탑을 수리하고 나서 디들 불상을 다시 탑 안에 봉안하였다. 또 이 석탑 안에는 코끼리의 눈 모양을 형상화했다는 안상과 연꽃무늬가 조각된 배례석이 있었으나 수리하는 과정에서 석등 앞으로 옮겨졌다.
《조선불교통사》에는 태조가 즉위하여 이 탑을 수리할 때, 대장경을 탑 안에 봉안하면서 나라의 번영과 백성의 평안을 빌었다는 기록이 전하고 있다. 그러나 1926년에 탑을 수리할 때 대장경이 발견되지 않았기 때문에 태조가 수리한 탑이 이 탑인지는 생각의 여지가 있다. 더욱이 근래의 사찰 보수 때 경학원 근처에서 신라 석탑의 재료가 발견된 것으로 미루어 또 다른 석탑이 있었을 가능성도 크다고 하겠다.

## 참고 자료
- 해인사삼층석탑 - 국가유산청 국가유산포털